# Middleham Falls
Die Middleham Falls sind ein Wasserfall auf der Karibikinsel Dominica.
Der Wasserfall liegt im Parish Saint Paul an einem Quellfluss des Boeri Rivers. Er liegt an der Kante der Hochebene um die Trois Pitons.